# Synanceia verrucosa
el pez piedra de arrecife (Synanceia verrucosa) es una especie de pez del género Synanceia.

## Distribución y hábitat
Habita principalmente sobre el trópico de Capricornio. Es la especie más extendida en la familia de los peces piedra, y es conocida por habitar las aguas marinas tropicales poco profundas de los océanos Pacífico e Índico, desde Filipinas hasta la Gran Barrera de Coral.
Existen pruebas que demuestran que frecuenta el mar Rojo y el mar Mediterráneo. Un espécimen adulto fue capturado en 2010 cerca de Yavne, Israel. También se encuentra en los arrecifes de coral. Puede camuflarse en las rocas y plantas donde descansa.

## Toxicidad
Es uno de los peces más venenoso del mundo. Su área dorsal está formada por 13 espinas, cada una de las cuales consta de dos sacos de veneno. Las espinas son afiladas y rígidas y se sabe que pueden perforar la planta de los pies, así como también, la suela de los zapatos.
Los efectos del veneno incluyen dolor intenso, reacciones de estrés agudo, parálisis y muerte del tejido.